# Huân chương Thập tự Cộng hòa Liên bang Đức

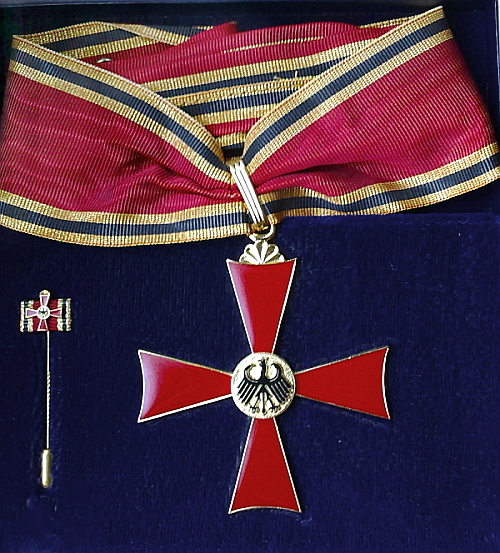
Huân chương Thập tự

Huân chương Thập tự Cộng hòa Liên bang Đức (tiếng Đức: Verdienstorden der Bundesrepublik Deutschland), gọi tắt là Huân chương Thập tự Liên bang (tiếng Đức: Bundesverdienstkreuz) là huân chương cao cấp nhất của Cộng hòa Liên bang Đức. Huân chương này dành để vinh danh các cá nhân có những thành tựu đặc biệt trong các lĩnh vực chính trị, kinh tế, văn hóa, trí tuệ, hoặc xã hội. Hiện nay, huân chương này được phân thành 9 cấp. Ngoài huân chương cấp liên bang, các bang, trừ Bremen và Hamburg, cũng có Huân chương Thập tự cấp bang.

## Lịch sử

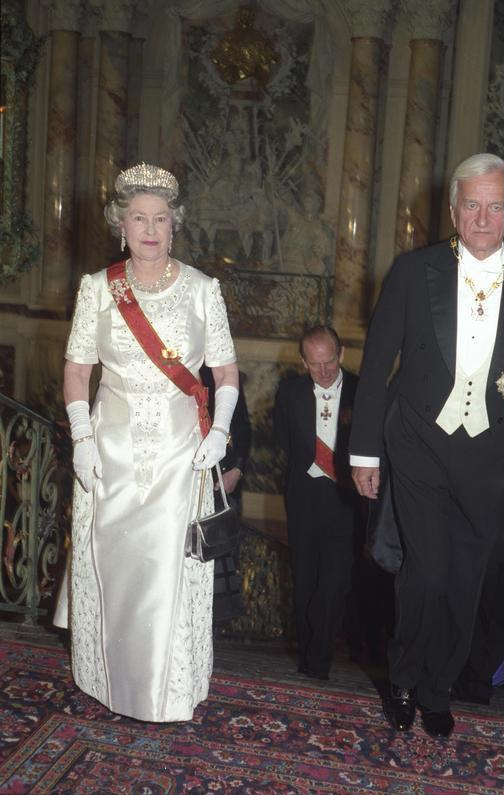
Nữ hoàng Elizabeth II với Huân chương Thập tự bậc Großkreuzes ngoại hạng (1992)

Huân chương Đại thập tự Cộng hòa Liên bang Đức được thiết lập ngày 7 tháng 9 năm 1951 bởi Tổng thống Liên bang Đức Theodor Heuss.

## Cấp bậc huân chương từ thập niên 2000 trở đi
Ban đầu, huân chương được thiết lập với 3 cấp: Thập tự, Đại thập tự và Đại tinh Thập tự. Hiện tại, huân chương được phân thành 4 nhóm với 9 cấp:
| Cấp bậc                                          | Cuống huân chương | Chuyển ngữ Việt        | Mô tả | Ghi chú                                                                       |
| ------------------------------------------------ | ----------------- | ---------------------- | ----- | ----------------------------------------------------------------------------- |
| Verdienstmedaille Huân chương Công trạng         |                   |                        |       |                                                                               |
| Verdienstmedaille                                |                   | Huân chương Công trạng |       |                                                                               |
| Verdienstkreuz Huân chương Thập tự               |                   |                        |       |                                                                               |
| Verdienstkreuz am Bande                          |                   |                        |       |                                                                               |
| Verdienstkreuz 1. Klasse                         |                   |                        |       |                                                                               |
| Großes Verdienstkreuz Huân chương Đại thập tự    |                   |                        |       |                                                                               |
| Großes Verdienstkreuz                            |                   |                        |       |                                                                               |
| Großes Verdienstkreuz mit Stern                  |                   |                        |       |                                                                               |
| Großes Verdienstkreuz mit Stern und Schulterband |                   |                        |       |                                                                               |
| Großkreuz Huân chương Đại tinh Thập tự           |                   |                        |       |                                                                               |
| Großkreuz                                        |                   |                        |       |                                                                               |
| Großkreuz in besonderer Ausführung               |                   |                        |       | Phong cho Konrad Adenauer và Helmut Kohl                                      |
| Sonderstufe des Großkreuzes                      |                   |                        |       | Chỉ phong cho Tổng thống Cộng hòa Liên bang Đức và một số nguyên thủ quốc gia |

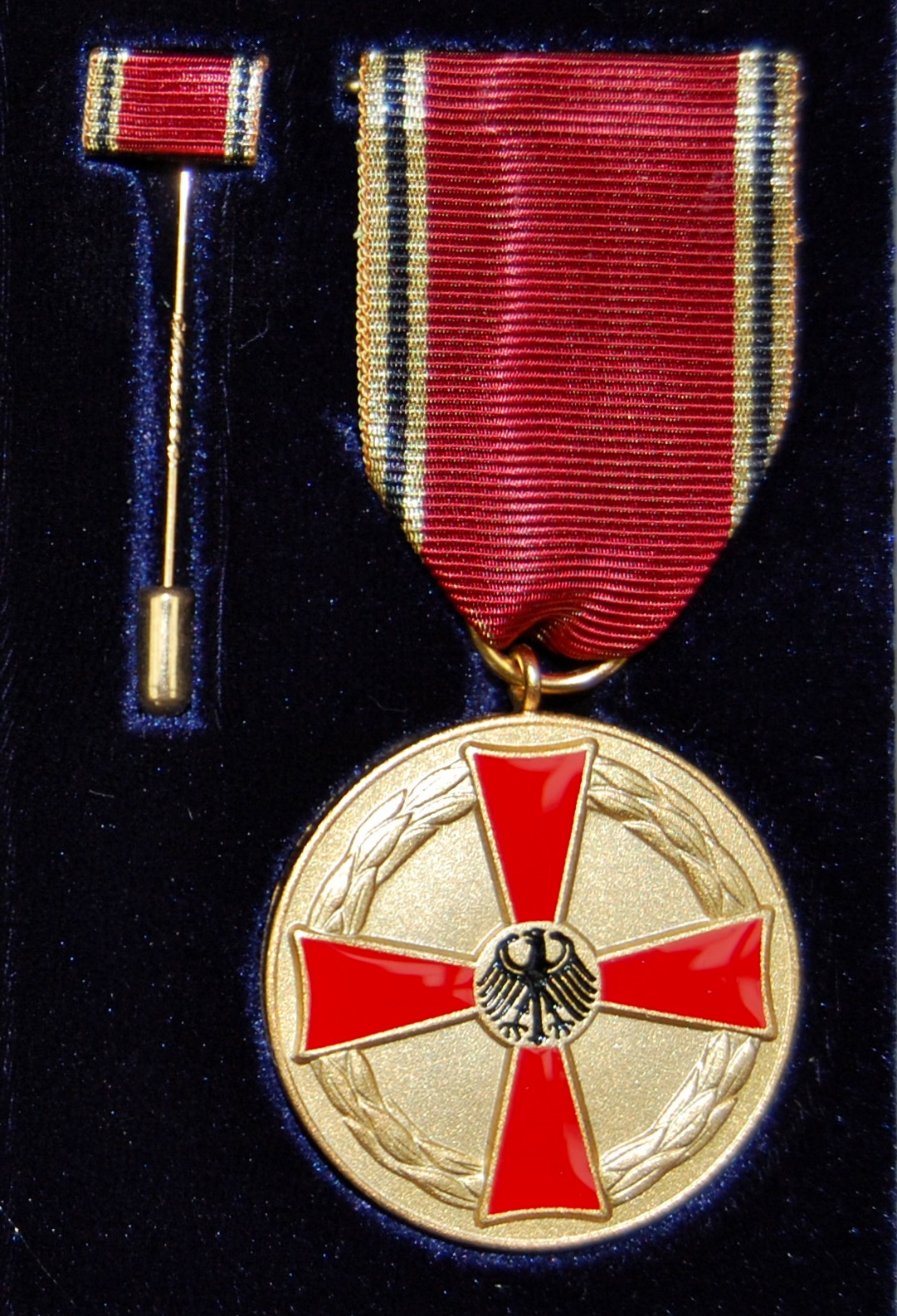
Huân chương Thập tự bậc Công trạng
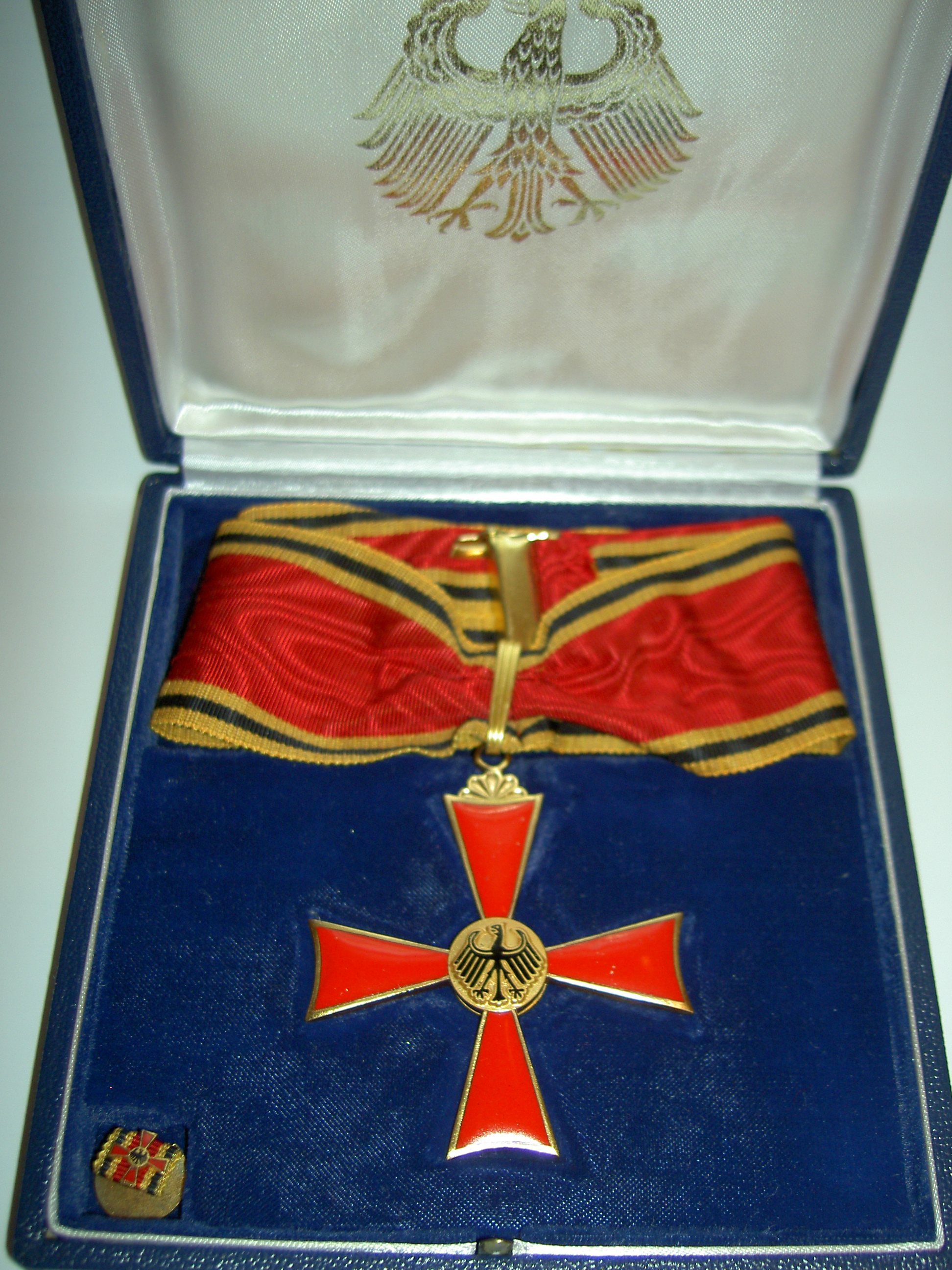
Huân chương Đại thập tự với Ngôi sao
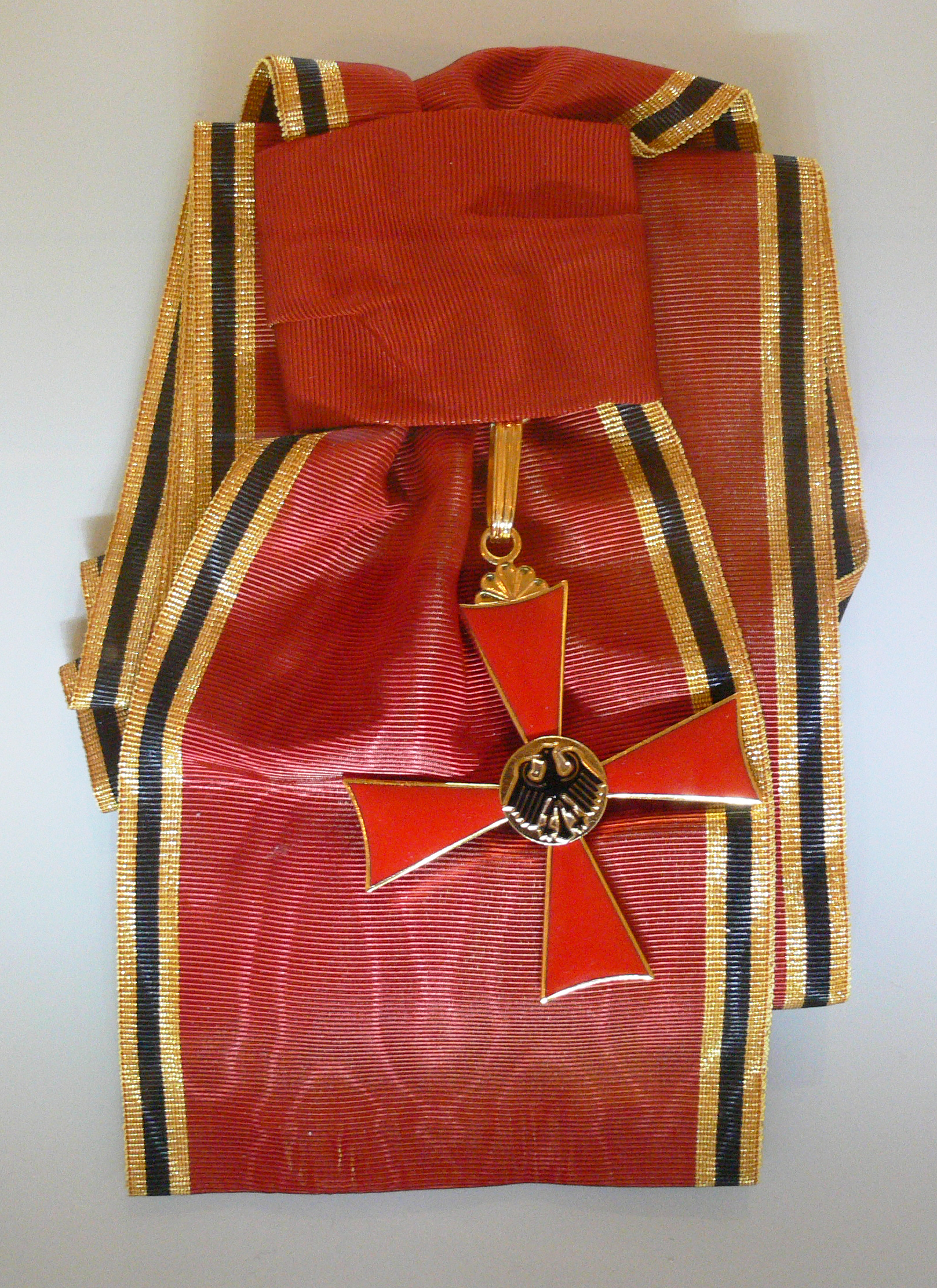
Huân chương Đại thập tự với Ngôi sao và Băng đeo
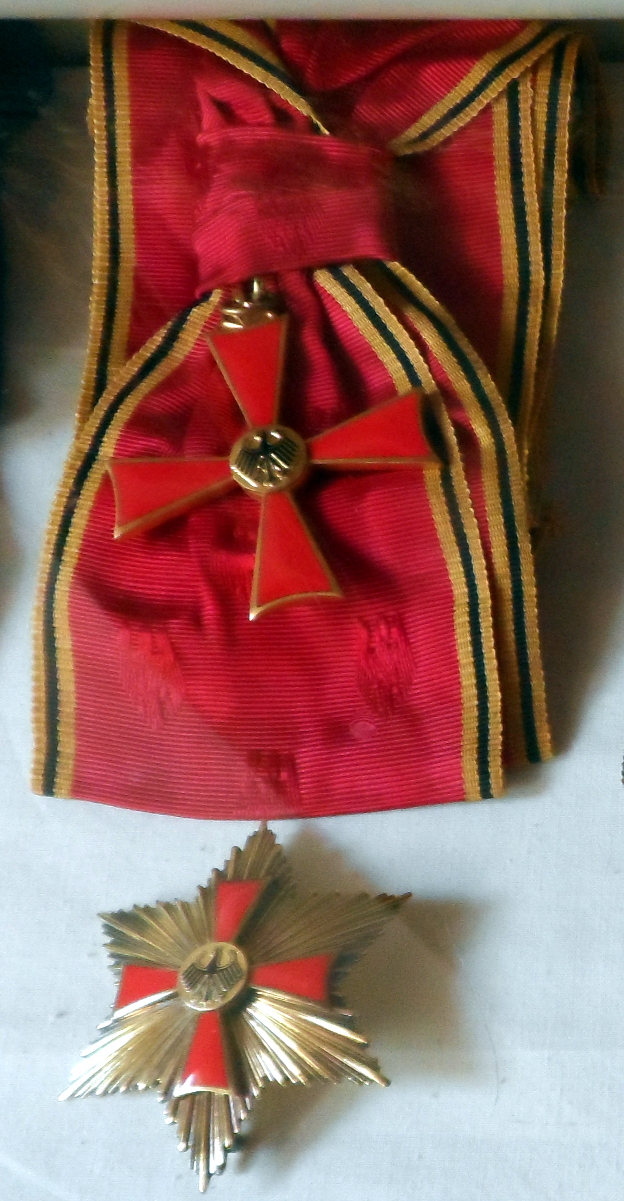
Huân chương Đại tinh Thập tự (gồm Ngôi sao và Băng đeo)
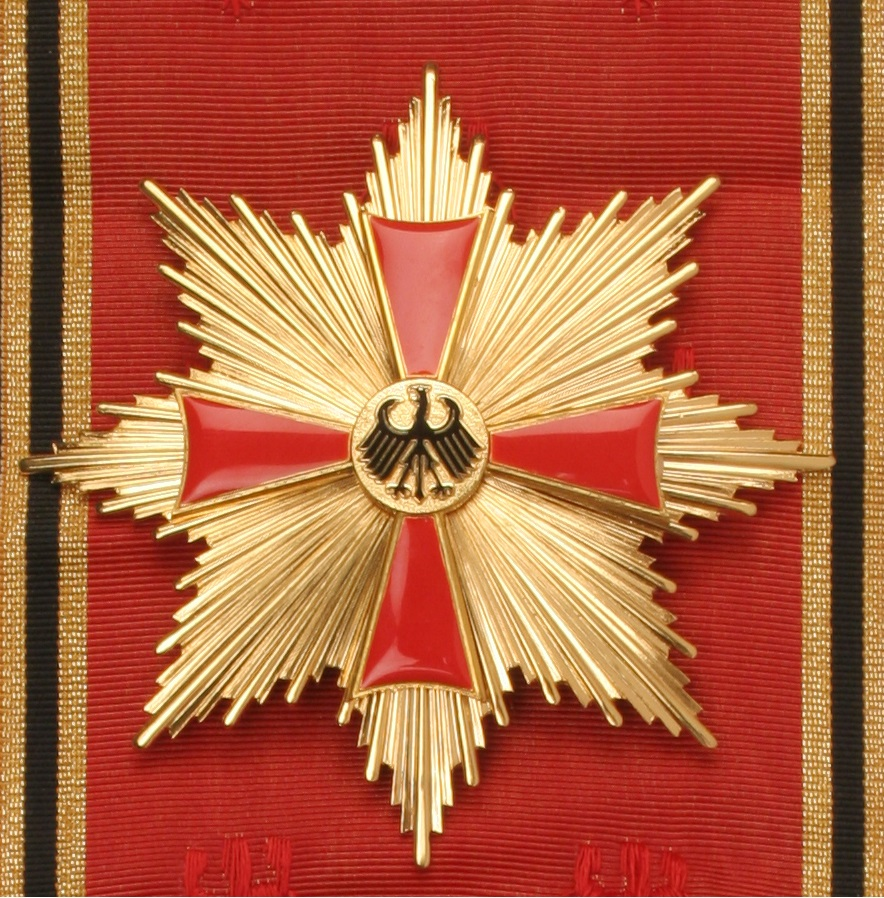
Huân chương Đại tinh Thập tự bậc Nguyên thủ
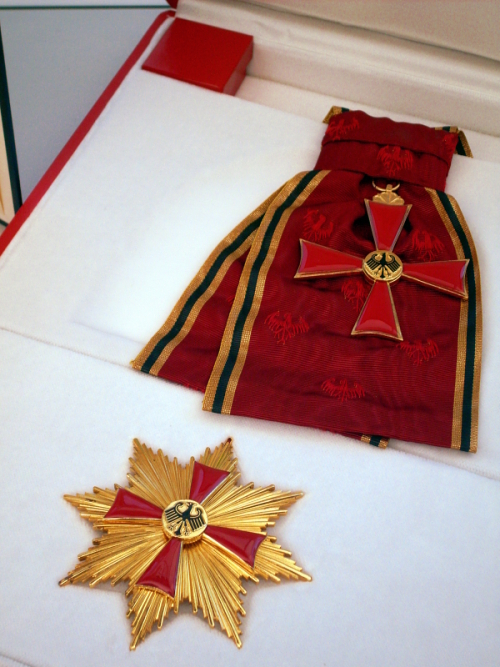
Huân chương Đại tinh Thập tự bậc Ngoại hạng